# コンスタンティノス2世 (ギリシャ王)
コンスタンティノス2世（ギリシャ語: Κωνσταντίνος Β΄, τέως Βασιλεύς των Ελλήνων, ラテン文字転写: Konstantinos II,teos Basilevs ton Ellinon、1940年6月2日 - 2023年1月10日）は、ギリシャ王国の最後の国王（在位：1964年 - 1973年）。

## 経歴

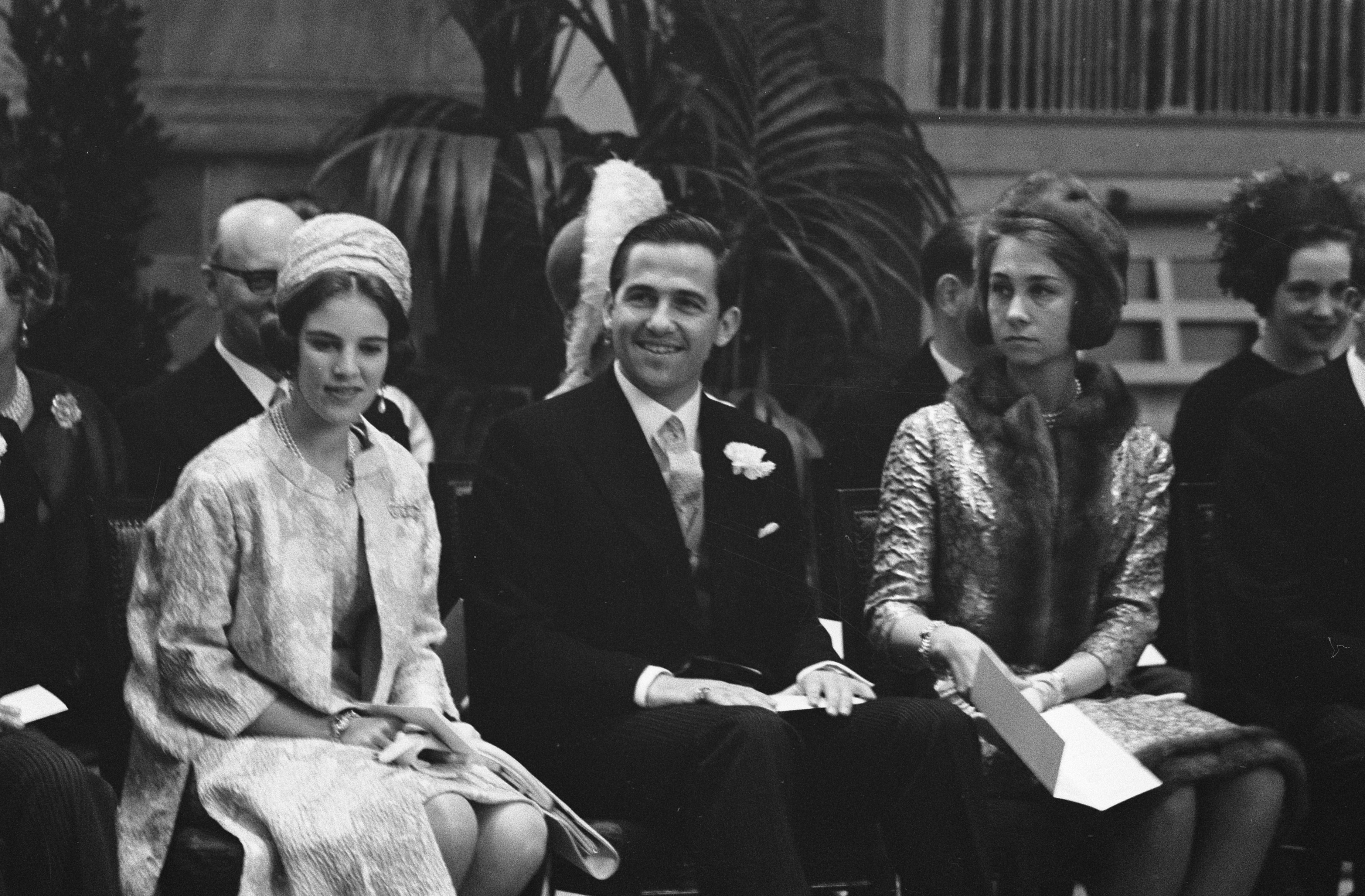
1966年4月18日、オランダハーグを訪問した国王夫妻

### 生い立ち
パウロス1世と旧ハノーファー王家出身のフリデリキ王妃の第2子として生まれた。姉はスペイン国王フアン・カルロス1世の王妃ソフィア。1960年、20歳のときにローマオリンピックに出場し、セーリングのドラゴン級で金メダルを獲得した。

### 国王即位
1964年、父王パウロス1世の崩御により即位した。同年、デンマーク女王マルグレーテ2世の妹であるアンナ＝マリアと結婚した。姉妹とコンスタンティノス2世は、ともにデンマーク国王クリスチャン9世の玄孫に当たり、グリュックスブルク家の同族であった。

### 革命と亡命
国王としては首相のゲオルギオス・パパンドレウと緊張関係にあり、国軍の指揮権を巡り争った。政争に敗北したパパンドレウは1965年に辞任した。しかし政局が不安定化し、冷戦下でギリシャの共産化を狙う共産主義者が付け入る可能性も取りざたされたため、1967年4月21日に軍事クーデターが生じた。同年12月にコンスタンティノスは家族を連れてローマに脱出した。
その後も国王不在のまま、形だけの君主制が続いていたが、1973年に軍事政権は君主制を廃止し、共和制移行を宣言した。1974年には共和制主義者のコンスタンディノス・カラマンリス率いる政権のもとで2度目の国民投票が行われ、大差をつけて正式に君主制の廃止が決定した。
ギリシャの民衆と政治家の中には、軍事クーデター前後における政治の混乱を、コンスタンティノス2世が原因だとする意見もある。パウロス1世とギリシャ共和国双方で首相を務め、後には大統領も務めたカラマンリスは、コンスタンティノス2世を「パウロス1世のわんぱく坊主」だと軽蔑していた。他の政治家の中には単に「馬鹿者」と呼ぶ者もいる。国民投票の動向が決定した1974年12月8日のラジオ演説でカラマンリスは、「今日、国家の癌が国民全体により否定された」と述べた。これは当時の世論を物語っているという意見もある。

### 亡命後

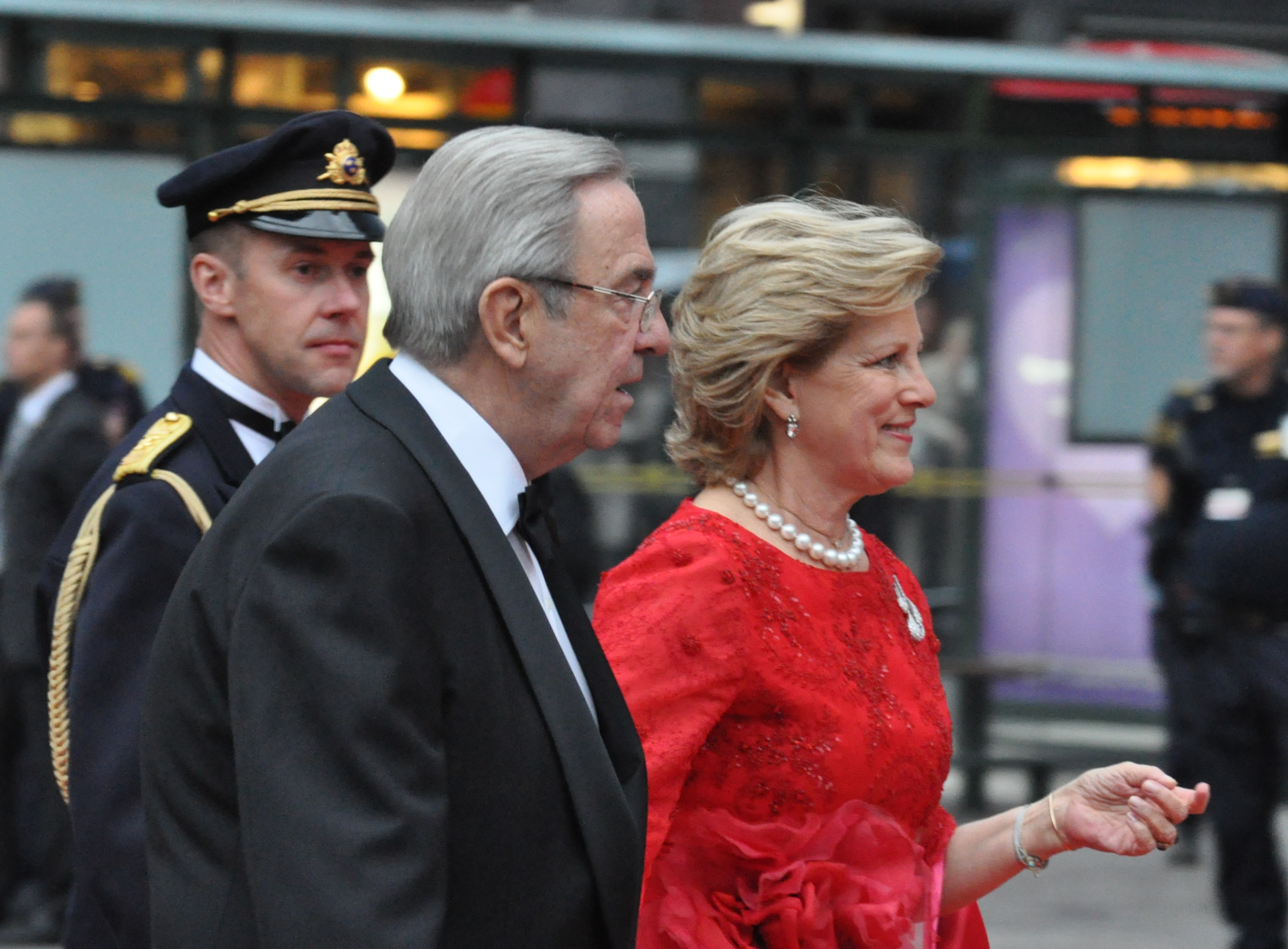
コンスタンティノス2世夫妻（2010年、ストックホルム）

コンスタンティノス2世は亡命後、王室財産に対する権利やギリシャの市民権を主張していたが、暫くギリシャの共和制政権より一時帰国を拒否されていた。コンスタンティノスが初めて一時帰国を果たしたのは1981年、王太后フレデリキをタトイにある王家の墓所に葬るためであった。
2004年にも一時帰国し、アテネで行われた第28回夏季オリンピック大会では国際オリンピック委員会委員として出席した。12月24日には旧王宮（現大統領宮殿）を訪れ、コンスタンディノス・ステファノプロス大統領と会談している。
王室財産問題でギリシャ政府を欧州人権裁判所に提訴するために、名字を名乗る必要に迫られた際、コンスタンティノスはギリシャ語で「ギリシャの」を意味するτης Ελλάδας（ティス・エラザス）に決めた。これはスペイン語ではde Grecia（デ・グレシア）となり、アテネ・オリンピックで一時帰国した際には、スペイン語名Constantino de Grecia（コンスタンティノ・デ・グレシア）で、王室とつながりの深いデンマークの外交パスポートを持って入国した。

### 晩年
晩年は家族と共にロンドンに在住。イギリス国王チャールズ3世（男系の又従兄弟同士、ともにギリシャ王ゲオルギオス1世曽孫である）とは親しい間柄であり、ウィリアム王子の名付け親でもある。王制が廃止された後は、広義の王位請求者に含まれることもあった。2013年以降はアテネに戻った。2023年1月10日、アテネにて82歳で崩御。

### 葬儀
2023年1月16日、ギリシャの首都アテネの教会にて葬儀が執り行われた。
葬儀には、イギリスからはアン王女が国王代理、ガブリエラ・ウィンザー（ジョージ5世の曾孫）が皇太子代理として参列した他、スペインからフェリペ6世夫妻、フアン・カルロス1世元国王夫妻、イリニ王女、デンマークからはマルグレーテ2世女王（当時）、ベネディクテ王女、ナタリー王女が、その他ベルギーのフィリップ国王夫妻、オランダのウィレム＝アレクサンダー国王夫妻、モナコのアルベール2世、スウェーデンのカール16世グスタフ国王夫妻、クリスティナ王女と言った欧州の王族が多く参列した。ギリシャ政府からは文化相と副首相が参列した。

## 家族
アンナ＝マリア王妃との間に3男2女をもうけた。
- アレクシア王女（1965年 - ）
- パウロス王子（1967年 - ） 元王太子
- ニコラオス王子（1969年 - ）
- セオドラ（1983年 - ）
- フィリッポス（1986年 - ）

## 系譜
| コンスタンティノス2世 | 父: ギリシャ国王 パウロス1世 | 祖父: ギリシャ国王 コンスタンティノス1世            | 曾祖父: ギリシャ国王 ゲオルギオス1世[1]           |
| コンスタンティノス2世 | 父: ギリシャ国王 パウロス1世 | 祖父: ギリシャ国王 コンスタンティノス1世            | 曾祖母: ロシア大公女オルガ[2]                     |
| コンスタンティノス2世 | 父: ギリシャ国王 パウロス1世 | 祖母: ソフィア                                      | 曾祖父: ドイツ皇帝フリードリヒ3世[3]              |
| コンスタンティノス2世 | 父: ギリシャ国王 パウロス1世 | 祖母: ソフィア                                      | 曽祖母: イギリス王女ヴィクトリア[4]               |
| コンスタンティノス2世 | 母: フリデリキ               | 祖父: ブラウンシュヴァイク公 エルンスト・アウグスト | 曾祖父: ハノーファー王太子 エルンスト・アウグスト |
| コンスタンティノス2世 | 母: フリデリキ               | 祖父: ブラウンシュヴァイク公 エルンスト・アウグスト | 曾祖母: デンマーク王女テューラ[5]                 |
| コンスタンティノス2世 | 母: フリデリキ               | 祖母: ヴィクトリア・ルイーゼ                        | 曾祖父: ドイツ皇帝ヴィルヘルム2世[6]              |
| コンスタンティノス2世 | 母: フリデリキ               | 祖母: ヴィクトリア・ルイーゼ                        | 曾祖母: アウグステ・ヴィクトリア                  |

1. デンマーク国王クリスチャン9世とヘッセン＝カッセル＝ルンペンハイム方伯女ルイーゼの次男で、兄はデンマーク国王フレゼリク8世、姉は イギリス国王エドワード7世妃アレクサンドラ、妹はロシア皇帝アレクサンドル3世皇后マリア・フョードロヴナ及び[5]
2. ロシア皇帝ニコライ1世の次男コンスタンチン大公とアレクサンドラ・イオシフォヴナ大公妃の長女
3. [6]の父
4. イギリス女王ヴィクトリアとアルバートの長女
5. [1]の妹
6. [3]の長男

- 従兄：ルーマニア国王ミハイ1世
ルーマニア王国最後の国王であるが、共産党政権崩壊後にルーマニア共和国と良好な関係を持ち、王族に近い待遇を受けた。コンスタンティノス2世とは、ギリシャ国王コンスタンティノス1世夫妻を祖父母とする従兄弟同士である。